# Geberic
Geberic fou un rei dels gots del segle IV EC, es va donar fe d'ell al Getica del segle vi de Jordanes (en la seva història de la dinastia gòtica dels Amals).
Va succeir Ariaric al segle iv, i va conquistar el territori dels vàndals a Dàcia cap al 340. Va passar els següents deu anys combatent, i va morir vers el 350. El va succeir Hermanric o Ermanric, fill d'Atiülf, del llinatge dels Amals.